# Liste des périodiques LGBTQ
La liste suivante est une liste de publications périodiques (magazines, revues et journaux imprimés) destinés aux lesbiennes, gays, bisexuels, transgenres et queers (LGBTQ), par pays.

## Allemagne
- BLU (Berlin), gay
- BLU (Munich), gay
- EXIT (Ruhr), gay
- GAB (Francfort, Rhin/Main), gay
- Hinnerk (Hambourg), gay, publié par Hinnerk-Verlag
- Invertito, national, gay et lesbien
- L-Mag, magazine lesbien national, publié par Jackwerth Verlag
- rik (Cologne), gay, publié par Matthei Medien
- Siegessäule (Berlin), gay et lesbien, publié par Magnus-Zeitschriftenverlags, (OCLC 29805912)

### Publications arrêtées
- Das 3. Geschlecht (1930–1932), trans
- DU&ICH, magazine gay national (1969–2014), publié par Jackwerth Verlag, (OCLC 39941926)
- Blätter für Menschenrecht (1923–1933), littéraire et scientifique
- Der Eigene (1896–1931), art et culture
- Die Freundschaft (1919–1933), art et culture
- Die Freundin (1924–1933), lesbien
- Frauenliebe (1926–1930), lesbien
- Garçonne (1930–1932), lesbien
- Die BIF - Blätter Idealer Frauenfreundschaften (1926–1927), lesbien
- Gigi – Zeitschrift für sexuelle Emanzipation, publié par le Förderverein des wissenschaftlich-humanitären Komitees (whk) e.V., national
- HAW-Info (ou Homosexuelle Aktion Westberlin)
- Homosexuelle Emanzipation, publié par Verlag Emanzipation,  (ISSN 0171-6026)
- Die Insel (magazine, 1926–1933)|Die Insel (1926–1933), supplément littéraire de Blätter für Menschenrecht
- Die Insel (magazine, 1950s)|Die Insel (vers les années 1950)
- Jahrbuch für sexuelle Zwischenstufen (1899–1923), scientifique
- Magnus, national, publié par Magnus Verlag et Jackwerth Verlag
- Männer, magazine gay national (1987–2017), publié par Bruno Gmünder Verlag, (OCLC 31264831)

## Australie
La collection la plus complète de périodiques LGBT se trouve à l'Australian Lesbian and Gay Archives ; leurs fonds sont répertoriés dans le ALGA Periodicals Collection Catalogue.
- Archer
- Blue (Blue.), publié par Studio Magazines.  (ISSN 1323-0026)
- Dandy Magazine, publié à Sydney
- DNA Magazine, édité par Inter-Prime Publications  (ISSN 1443-1122)
- Dreamboys, édité par Studio Magazines. (OCLC 56750263)
- Lesbians on the Loose  (ISSN 1324-6542)
- Pink Advocate
- Q Magazine  (ISSN 1449-499X)
- QNews Magazine  (ISSN 1833-4830), (OCLC 223039064) — Bimestriel depuis 2000[2]
- Southern Star, édité par Gay Publications.  (ISSN 0819-5129), aussi  (ISSN 0816-4290) — Publication sœur du « Sydney Star Observer »
- Star Observer
- Sydney Star Observer, édité par Gay Publications.  (ISSN 0819-5129), aussi  (ISSN 0816-4290)
- They Shoot Homos Don't They?, édité par Shannon Michael Cane. (OCLC 191573637)
- Wax, édité par Evolution Pub., Gay in WA Holdings. (OCLC 437301176)

### Gratuit
- Cherrie, édité par Evolution Publishing.
- FUSE Magazine: Life, Love, Equality, édité par Lithium Innovation.  (ISSN 1836-8387)
- Out in Perth, édité par Westside Publishing.  (ISSN 1447-2678), (OCLC 224286501)
- QNews Magazine  (ISSN 1833-4830), (OCLC 223039064) — Mensuel depuis 2021[2]

### Publications arrêtées
- Queensland Pride, édité par Evolution Publishing. (OCLC 37172176)
- SX News, édité par Evolution Publishing.  (ISSN 1445-2642), (OCLC 222860884)

## Autriche
- GAY45[3] — Magazine paneuropéen dédié au journalisme de qualité, basé à Vienne et Londres.
- COXX – Vienna Gay News, édité par eDate Advertising GmbH.
- Pride, édité à Linz (OCLC 52802306)
- queerbook, édité par queermedia — publication nationale.
- Lambda Nachrichten, édité par la Homosexuelle Initiative Wien — fondé en 1979. (OCLC 30122454)

### Publications arrêtées
- Tamtam (OCLC 24646763)

## Bangladesh
- Roopbaan (Deux numéros publiés en 2014)

## Belgique
- Gay Magazine (OCLC 320452597)
- ILGA-Europe, édité par International Lesbian & Gay Association, région Europe.  (ISSN 1378-577X)
- LABELS Magazine, édité par LABELS Media & Publishing[4]
- ZiZo Magazine, édité par çavaria[5].

## Brésil
- A Capa
- G Magazine
- H Magazine
- Homens
- Junior
- Revista Via G

### Publications arrêtées
- DOM - De Outro Modo
- O Lampião da Esquina
- Sui Generis

## Canada
La collection la plus complète de périodiques LGBT canadiens et internationaux se trouve aux ArQuives à Toronto.
- Gay Globe Magazine — Lancé en 1998, Montréal.
- Daily Xtra
- Fugues, édité par Éditions Nitram, Montréal.  (ISSN 0831-1625) — Lancé en 1984.
- GayCalgary and Edmonton Magazine, édité à Calgary par GayCalgary. — Lancé en 2003.
- The 'Out'port
- Outwords, édité par Coalition for Lesbian and Gay Rights in Ontario. (OCLC 43780256)
- Plenitude (magazine), édité par Andrea Routley.  (ISSN 1929-8080)
- To Be, édité par To Be Publications, Ottawa. (OCLC 61455374) — Lancé en 2002
- Trade: Queer Things, édité par Trade, Ontario.  (ISSN 1492-0018) — Lancé en 2000
- The Voice, édité par Voice Magazine, Kitchener
- Wayves, Halifax, édité par Wayves Collective  (ISSN 1713-1057)
- theBUZZ[7]
- PinkPlayMags[8]
- XTRA! — publication nationale.

### Publications arrêtées
- abOUT, édité par Ninth Avenue Media, Toronto et New York.
- Angles, édité par Vancouver Gay Community Centre Society.  (ISSN 0824-2100), (OCLC 10845159) (1983–1998). Un index détaillé (PDF) est disponible couvrant 1980–1998, accessible via Bibliothèque et Archives Canada, WorldCat ou Internet Archive.
- fab (magazine), édité à Toronto par No Fear Publishing.  (ISSN 1704-3166) — Lancé en 2006.
- GO Info, Ottawa : Gays of Ottawa.  (ISSN 0315-0151).
- J.D.s, Toronto.
- Le Berdache, édité par l’Association pour les droits de la communauté gaie du Québec, Montréal.  (ISSN 0704-5719)[9]
- Le petit Berdache, Montréal.
- Messieurs, mes amours, édité par Les entreprises Normand Vaughan, Montréal.  (ISSN 0704-5719)
- OutWords, édité par Outwords Inc., Manitoba.  (ISSN 1715-5606)
- Outlooks, édité par SuperMarketing, Calgary.  (ISSN 1704-7927)
- Perceptions (Saskatoon, Saskatchewan), 1983–2013. (Index imprimé et PDF disponible pour 1983–2004, consultable via WorldCat et Internet Archive). Parfois nommé « Gay and Lesbian Perceptions ».
- Rites, Toronto : Rites Publishing.  (ISSN 0828-5802)
- Siren, Toronto : More Sex Please! Press.  (ISSN 1205-6251)
- The Body Politic, Toronto : Pink Triangle Press.  (ISSN 0315-3606)
- The Church-Wellesley Review, édité par Pink Triangle Press.  (ISSN 1483-8281)
- The Gaezette (Canada Atlantique)
- Urban Fitness (Vancouver) — Santé et style de vie, marché nord-américain.
- Xtra!, Toronto : Pink Triangle Press.  (ISSN 0829-3384)
  - Xtra Ottawa, Ottawa : Pink Triangle Press.  (ISSN 1195-6127)
  - Xtra Vancouver, Vancouver : Pink Triangle Press.  (ISSN 1198-0613)

## Chine (République populaire de)
Voir également les listes séparées pour : Hong Kong et Taïwan.
- 乐点 / 点 (Gay Spot / GS / Gayspot Magazine) — Pékin, depuis 2007.

L'un des périodiques LGBT les plus anciens de Chine continentale. Des copies numériques (PDF) pour la période 2007-2015 (26 numéros) sont archivées sur Internet Archive pour conservation. Ce périodique est connu sous plusieurs titres en caractères chinois simplifiés et en anglais. Une autre translittération en pinyin, Le Dian, a également été observée.
- Femalefield (女性天地) — années 1990. Un exemplaire archivé est disponible sur Internet Archive.
- Les+ — Pékin, 2005–2013.
- Missionary — Pékin, depuis 2018.

Premier numéro paru en septembre 2018, intitulé « Public », créé par DaddyGreenBASEMENT. Ce numéro présente une série de discussions personnelles sur l'homosexualité masculine dans les espaces publics.

## Corée du Sud
- Buddy magazine

## Costa Rica
- Gente 10 Magazine, édité par Diseño y Comunicación J&D,  (ISSN 1409-4959), (OCLC 47663266), San José ; lancé en 1994

## Espagne
- Entiendes ?, 1989–,  (ISSN 1575-1635)
- Gay Hotsa, bilingue basque et espagnol, (OCLC 289381704)
- MagLes magazine
- Shangay magazine
- Zero (magazine), hors publication

### Publications arrêtées
- Dunas Mag , magazine gay à Maspalomas et Gran Canaria (en anglais, trimestriel)

## États-Unis
- Advocate, publié par Pride Media,  (ISSN 0001-8996)
- Bay Area Reporter, publié par BAR Media,  (ISSN 0005-9950[à vérifier : ISSN invalide])
- Curve, publié par Curve Magazine,  (ISSN 1096-6861[à vérifier : ISSN invalide])
- Gay City News, publié par Gay City News,  (ISSN 1056-2239[à vérifier : ISSN invalide])
- Out, publié par Out Publishing,  (ISSN 1062-6087[à vérifier : ISSN invalide])
- Out Magazine, publié par Here Media,  (ISSN 1062-6087[à vérifier : ISSN invalide])
- Philadelphia Gay News, publié par PGN Media Group,  (ISSN 0031-7305[à vérifier : ISSN invalide])
- The Washington Blade, publié par Window Media,  (ISSN 0741-9481)

### Publications arrêtées
- Chicago Reader, publié par Chicago Reader,  (ISSN 0009-0614[à vérifier : ISSN invalide]), 1971-2008
- The New York Blade, publié par Window Media, 1997-2009
- San Francisco Bay Times, publié par BAR Media, 1979-2016
- The Dallas Voice, publié par Voice Publishing Company, 1984-2020

## Finlande
- NHL: normihomolehti, édité par Voima kustannus,  (ISSN 1799-1811), Helsinki, depuis 2010
- SQS: Suomen queer-tutkimuksen seuran lehti, édité par Suomen queer-tutkimuksen seura,  (ISSN 1796-5551), (OCLC 819289697), Helsinki, depuis 2006

### Publications arrêtées
- Homotutkimustiedote, édité par Kustannusliike Kustannusvastuu,  (ISSN 1235-6298), Helsinki, 1995
- Queer biz, édité par Queer Biz,  (ISSN 1236-5319), Helsinki, 1993–1994
- Seta, édité par Seksuaalinen tasavertaisuus,  (ISSN 0355-1407), (OCLC 759774391), Helsinki, 1975–1994
- Voltti, édité par Akilles kustannus,  (ISSN 1797-4526), Helsinki, 2008–2009
- Z (Z communications): setalehti, édité par Seksuaalinen tasavertaisuus,  (ISSN 1238-2760), (OCLC 858654752), Helsinki, 1995–2007

## France
- Jeanne Magazine
- Stonewall.fr
- Têtu, édité par CPPD,  (ISSN 1265-3578), depuis 1995
- Garçon Magazine

### Publications arrêtées
- Gai Pied, édité par Éditions du Triangle rose, (OCLC 28796721), 1979–1991
- Illico, édité par Gollion, (OCLC 173961001) (journal gratuit)
- PREF mag, édité à Levallois,  (ISSN 1775-8092), 2004–2011

## Géorgie
- Me Magazine, édité par Inclusive Foundation, bilingue géorgien-anglais, lancé en 2006,  (ISSN 1512-2395)

## Grèce
- Antivirus Magazine, magazine national LGBT

## Hong Kong
Pour une liste plus complète des périodiques LGBT de Hong Kong, actuels ou disparus, voir la bibliographie *Towards Full Citizenship* (section "HK LGBT Periodicals"). La 5e édition (2024) est accessible en ligne à cette adresse : .
(Des éditions précédentes, également incluant des listes de périodiques, sont disponibles dans le catalogue de Bibliothèque et Archives Canada et via OCLC WorldCat.)
À noter : plusieurs périodiques de Hong Kong datant des années 1990 ont été archivés sur Internet Archive. (Voir ci-dessous *Contacts Magazine* et *Satsanga Newsletter*, avec liens directs ; des copies numériques de *Hong Kong Ten Percent Journal* y sont également disponibles.)
Le contenu de ces trois titres a été indexé dans une publication distincte intitulée *In Their Own Voices*, consultable en ligne :  et également disponible dans le catalogue en ligne Aurora de Bibliothèque et Archives Canada.
D’autres titres des années 1980 et 1990 ont été partiellement archivés sur Internet Archive : 女同誌 ; 同志後浪 ; ainsi qu’un numéro de *Pink Triangle* et un de *East Tide* (voir les titres en chinois ci-dessous).
- « Contacts Magazine » Principalement en anglais ; publié de 1993 à 1998
- Dimsum Magazine — Bilingue chinois/anglais. Début vers 2002 ; publication ensuite au format électronique
- Hong Kong Ten Percent Journal — Principalement en chinois, publié de 1993 à 1998 (voir copies PDF archivées sur Internet Archive)
- East Tide (東壽) — Vers 1980
- Pink Triangle (粉紅三角) — Vers 1980, suivi par *East Tide*
- « Satsanga Newsletter (同健) » Principalement en chinois traditionnel ; publié vers 1995–1997

## Hongrie
- Boxer
- Humen
- Mások (« Les autres »), Lambda Stúdió ;  (ISSN 1215-0134) – Version en ligne :  (ISSN 1588-1253)
- Na végre! (« Il était temps ! »), Ráday Music Pub Kft. ;  (ISSN 1787-4556) – Version en ligne :  (ISSN 1787-9507)

## Inde
- 1986 – Anamika : magazine imprimé pour les lesbiennes et les femmes bisexuelles sud-asiatiques.
- 1986 – Trikone : pour la diaspora sud-asiatique.
- 1989 – Khush Khayal : publication sud-asiatique.
- 1989 – Shakti Khabar : publication sud-asiatique.
- 1990 – Shamakami : destiné aux lesbiennes et femmes bisexuelles sud-asiatiques.
- 1990 – Bombay Dost : magazine annuel pour les hommes gays indiens.
- 1990 – Freedom : bulletin gay.
- 1991 – Pravartak : magazine LGBT indien.
- 1993 – Samiyoni : pour les lesbiennes sud-asiatiques.
- 1993 – Aarambh : publication LGBT sud-asiatique.
- 1997 – Darpan : bulletin d’information LGBT.
- 1998 – Scripts : magazine féministe queer.
- 1999 – Sanghamitra : magazine LGBT de Bangalore.
- 2001 – Lakshya : magazine gay en langue gujaratie.
- 2004 – Swakanthey : revue bengalie biannuelle.
- 2009 – Pink Pages : publication en ligne lancée en juillet 2009, distribuée trimestriellement à l’échelle mondiale.
- 2010 – Gaylaxy : plus grand webzine LGBT indien.
- 2014 – Gaylaxy Hindi : premier webzine LGBT en hindi, lancé le 1er janvier 2014.
- 2023 – The Gays Today (TGT) : magazine en ligne lancé en janvier 2023, abordant divers aspects des communautés LGBTQ+ en Inde.
- Queernama : disponible en ligne au format PDF et également en version imprimée.

## Indonésie
Les quatre titres indonésiens suivants sont mentionnés par les Australian Gay and Lesbian Archives :
- G: Gaya Hidup Ceria, 1982–1983
- G.A.Y.A. Nusantara, Jakarta, 1987–?
- JAKA, Yogyakarta, décembre 1986–janvier 1987
- JAKA JAKA, Yogyakarta, 1992–

## Irlande
- Gay Community News, publié par la National Lesbian and Gay Federation (Irlande), ISSN 0791-7163, depuis 1988. Voix de la communauté LGBT+ en Irlande, association enregistrée couvrant tous les sujets LGBT+, souvent mensuel mais parfois moins fréquent à cause du Covid et de contraintes financières. Lauréat de nombreux prix dans l’édition irlandaise.

- Gay Star and upstart, publié par la Northern Ireland Gay Rights Association, (OCLC 41114928).

Publications variées (Gay Star, update, upstart, Northern Gay) couvrant divers sujets. Gay Star était trimestriel en général, format A3 plié, 24 à 28 pages, avec articles approfondis, critiques (films, livres, théâtre, musique), poésie, annonces d’événements locaux, conseils médicaux (ex. sida, cliniques santé).  
Les autres magazines étaient dans différents formats (A4, A3 plié), utilisés pour diffuser rapidement des informations urgentes, notamment sur des opérations policières, agressions ou dangers dans la communauté gay.  
Une collection complète est conservée à la Linenhall Library, 17 Donegall Square North, Belfast, BT1 5GB. Plus d’infos et recherches sur https://www.linenhall.com/.  
Initialement édités par Northern Ireland Gay Rights Association, ces titres sont ensuite devenus indépendants tout en soutenant NIGRA.  
Les deux principaux rédacteurs étaient Sean McGouran (retraité) et Terry McFarlane (journaliste communautaire, site https://acomsdave.com/).

### Publications arrêtées
- free!, 2002–2006[11]

## Italie
- Gayly Planet
- La Falla
- Lui Guidemagazine

### Publications arrêtées
- Aut
- Babilonia
- Cassero
- Clubbing
- Fuori(OCLC 27844636), 1972–1982
- Lambda
- Towanda! (magazine lesbien)[12]
- LIB[13]

## Japon
- Barazoku (en) (薔薇族), publié par Daini Shobō, (OCLC 175041284), lancé en 1971
- Otoko-machi Map (en) (男街マップ)

### Hors impression
- Samson (サムソン), 1982–2020
- BÁdi (バデイ), Terra Publications, 1994–2019
- G-Men (ジーメン), 1995–2016
- Adon (アドン), 1974–1996
  - MLMW (ムルム), 1978–1981
- Adonis (アドニス), période 1952–1962, Yukio Mishima s’est intéressé à la fondation de ce périodique
- Anise (アニース)
- Bara (薔薇), lancé en 1964
- Barakomi (バラコミ), lancé en 1986
- Carmilla (カーミラ)
- doukou (同好), lancé en 1959
- Fabulous (ファビュラス), lancé en 1999
- The Gay (ザ ゲイ), lancé en 1978
- Kuia Japan – Queer Japan, publié par Keisō Shobō, (OCLC 43906181), lancé en 1999
- Niji (虹)
- P-NUTS, lancé en 1996
- Sabu (さぶ), 1974–2002
- Super Monkey (スーパーモンキー), lancé en 1979
- yes, lancé en 2006

## Jordanie
- « My.Kali, lancé en 2007, une publication numérique queer conceptuelle destinée aux personnes queer du Moyen-Orient, d'Afrique du Nord et de la diaspora.

## Liban

### Publications arrêtées
- Barra

## Mexique
- Aguanta Magazine
- Anal Magazine
- Escándala
- Gay PV
- GHOM magazine
- OHM
- Ulisex!Mgzn

### Publications arrêtées
- +Kulino
- Apolo
- Boys & Toys
- Del Otro Lado
- Diferente
- Hermes
- Macho Tips
- Q-eros
- SerGay

## Nigeria

### Publications arrêtées
- A Nasty Boy

## Ouganda
- Bombastic, magazine en ligne et imprimé[14]. Les six premiers numéros (2014–2020) ont été archivés en PDF à Internet Archive sous le titre Bombastic Magazine Uganda . Voir aussi le site Kuchu Times .

## Pays-Bas
- Butt (Butt Magazine), (OCLC 60413051)
- Expreszo (Amsterdam Stichting Hoezo),  (ISSN 0921-8556), (OCLC 181732025)
- De Gay Krant (De Gay Krant),  (ISSN 0922-0003), (OCLC 43346480)
- Gay news Amsterdam (Gay International Press), (OCLC 73452069)
- Winq (Winq Media),  (ISSN 1871-7985), (OCLC 73680690)
- Zij aan zij: kontaktenkrant voor lesbische vrouwen (Zij aan Zij Kontaktenbank),  (ISSN 1383-973X), (OCLC 428441331)

### Publications arrêtées
- Invoice (2008)
- sQueeze (Argo Media Groep),  (ISSN 1385-4682), (OCLC 192095429)
- Levensrecht 1940–1946

## Pologne
- Replika (magazine), publié par la Kampania Przeciw Homofobii de 2005 à 2011, puis par la Fondation Replika depuis 2011,  (ISSN 1896-3617), (OCLC 759913113)

## Philippines
- Outrage magazine[15]
- TEAM magazine[16]

## République tchèque
- Hlas (1931–1932)
- Kamarad (1932)
- Nový Hlas (1932–1934)
- Hlas přírody (1938)
- Gay kontakt, édité par Princ Press, (OCLC 320412938)
- Princ : gay sex magazín, édité par Dagra Communication,  (ISSN 1212-1878), lancement 1993

## Royaume-Uni
- Attitude, publié par Stream Publishing,  (ISSN 1353-1875)
- BCN (Bi Community News), publié par Bi Community News,  (ISSN 1757-6938)
- Diva, publié par Diva Media Group Ltd,  (ISSN 1353-4912)
- Fyne Times, publié par Fyne Associates, (OCLC 226209727)
- Gay Times, publié par Gay Times Ltd,  (ISSN 0950-6101)
- OutThere, publié par OutThere Publishing Ltd / OutThere LLC,  (ISSN 2633-0539)
- PinkNews
- Pride, publié par Pride Media
- Pride Life magazine, publié par Pride Life Ltd
- We Are Family magazine, We Are Family magazine Ltd
- Sassify Zine, Tales of Black Eyed Jack Ltd
- Somewhere: For Us, magazine LGBTQ+ d'arts, culture, patrimoine et entreprises pour l'Écosse

### Gratuit
- Boyz, publié par Windmill Europe Ltd,  (ISSN 1750-7944)
- FS Magazine, publié par GMFA,  (ISSN 1750-7162), gratuit
- Galha News, publié par Gay and Lesbian Humanist Association,  (ISSN 0953-8763)
- Gay London Life, publié par Phoenix Meadow Ltd
- GScene, publié par Gscene Magazine CIC, magazine mensuel gratuit LGBTQ+ pour la côte sud du Royaume-Uni
- Schools OUT UK's Official Guide to LGBT History Month, publié par Sugar Media & Marketing / Schools OUT UK, magazine annuel gratuit de listes et lifestyle pour LGBT History Month
- Midlands Rainbow - magazine en ligne LGBTQ+ gratuit pour Birmingham, West Midlands et East Midlands
- QB - Nottinghamshire's Queer Bulletin
- The Quorum, fondé en 1920
- ScotsGay, publié par John Hein
- TheGayUK, Pineapple Rock Ltd.
- UnDividingLines, magazine en ligne LGBT/queer gratuit produit pour et par les Highlanders écossais
- Vada Magazine, publié par Dog Horn Publishing

### Publications arrêtées
- Films and Filming, publié par Hansom Books
- Action! (Action Newspaper Group), "The European Gay Newspaper for Men", distribué en Grande-Bretagne, France, Belgique, Hollande
- AXM, publié par Hallmark Communications,  (ISSN 1473-0529), anciennement Axiom
- Bona
- B-SPOKE, publié par Xclusive Media,  (ISSN 1756-7661)
- Capital Gay, publié par Stonewall Press Ltd, (OCLC 27313453)
- Chroma: A Queer Literary Journal, publié par Queer Writers and Poets,  (ISSN 1744-7801), revue littéraire et artistique
- Fitlads, publié par David and Joe Ltd,  (ISSN 1757-5516), gratuit
- Fluid, publié par Chronos Publishing,  (ISSN 1468-5051)
- g3, publié par Squarepeg Media
- Gay News, publié par Robert Palmer Marketing Ltd, (OCLC 28143665), fermé le 15 avril 1983, désormais fusionné avec Gay Times
- Man Magazine, publié par Man Media (UK),  (ISSN 1741-671X), nord-ouest, 2000–2004
- Midlands Zone, What's On Magazine Group, magazine lifestyle mensuel gratuit (1997-2020)
- Mirrorballs, publié par MB Publications
- Outback, autoédité[17]
- Outcast, publié par Outcast Publishing,  (ISSN 1469-624X)
- Out in the City, publié par Squarepeg Media
- OutNorthWest, autoédité, Cumbria et Lancashire, Angleterre du Nord-Ouest
- Pink Paper, publié par Millivres Prowler Group,  (ISSN 0953-4339[à vérifier : ISSN invalide]), anglais, 1974–2009
- Pink Triangle, publié par Mike Hudson
- Pink UK, publié par Mike Hudson
- QX, publié par Millivres Prowler Group,  (ISSN 1464-9294[à vérifier : ISSN invalide]), Londres, 1992-2016
- QX Press, publié par Millivres Prowler Group,  (ISSN 1350-0070[à vérifier : ISSN invalide]), Londres
- Rainbow, publié par Channel 4 Television Corporation,  (ISSN 0963-3965[à vérifier : ISSN invalide]), télévision et magazine
- SG Magazine, publié par Squarepeg Media
- The Pink Paper, publié par Millivres Prowler Group,  (ISSN 0953-4339[à vérifier : ISSN invalide]), 1990-2009
- Total Gay magazine
- Winq, publié par Winq Media Ltd

## Russie
- Ostrov

## Serbie
- Optimist magazine, publié par Gay Lesbian Info Center, ISSN 2217-6756

### Publications arrêtées
- Dečko magazine

## Singapour
- Element Magazine[18]

### Publications arrêtées
- Manazine[18]

## Slovénie
- GEJM, publié par DIC Legebitra,  (ISSN 2670-4471)

### Publications arrêtées
- Narobe, publié par DIC Legebitra,  (ISSN 1854-8474)
- 1xy, publié par Škuc Magnus
- eLmagazin, publié par MKC Maribor,  (ISBN 978-961-6154-15-4)
- Lesbo, publié par Škuc LL, (OCLC 442867867)
- Kekec, publié par Škuc Magnus
- Legebitrina Oznanila, publié par Legebitra
- Revolver, publié par Škuc,  (ISSN 1318-2668)
- Sestre

## Suède
- QX

### Publications arrêtées
- Destroyer Magazine, publié par Karl Andersson,  (ISSN 1801-8203), lancé en mai 2006, distribution mondiale trimestrielle, arrêté en janvier 2010

## Suisse

### Publications arrêtées
- Anderschume - Kontiki, 1985–1993,  (ISSN 0259-5419)
- Der Kreis = Le Circle = The Cercle, 1933–1967, Zurich, (OCLC 183225766)

## Taïwan
- Blue Man magazine
- Blue Men magazine
- G & L Passion magazine
- Good Guy magazine
- Style Men magazine
- Tung Yen Wu Chi (anglais : "Gays Speak Out")

## Thaïlande
Voir le site du projet de la Thai Rainbow Archive pour de nombreuses publications LGBT thaïlandaises archivées en format électronique

## Turquie
- Kaos GL, publié par Kaos GL,  (ISSN 1302-5015), publié trimestriellement par l'organisation LGBT KAOS GL
- Parmak (Finger), publié par Ali Özbaş, (OCLC 64771242), publié mensuellement par KAOS GL en 2001